# Manzicerta (distrito histórico)
Manzicerta (em latim: Manzicerta; em grego: Μανζικέρτ; romaniz.: Manzikért), Malazguirte, Malazguirde (em turco: Malazgirt / Malâzgird), Melezguir (em curdo: Melezgir) ou Manazcerta (em armênio: Մանազակերտ; romaniz.: Manazkert) foi um distrito (gavar) surgido na Idade Média no porção oriental do extinto distrito de Apaúnia, da província da Turuberânia do Reino da Armênia da Antiguidade.

## Etimologia
Seu nome foi registrado em armênio clássico como Manavazacerta (Մանաւազակերտ, Manawazakert), Manavazcerta (Մանավազկերտ, Manawazkert) e Manazcerta (Մանազկերտ, Manazkert), que significa literalmente "feita [-kerta] por Manavaz". Em armênio médio, grego bizantino e árabe aparece como Manzeguerde (Մանզգերդ, Manzgerd), Manzicerta (Μανζικέρτ, Manzikért) / Manzicierta (Μαντζικιέρτ, Mantzikiért) e Manazjirde (منازجرد, Manazjird), indicando que o armênio clássico Manazcerta deve ter sido a forma original, enquanto Manavaz(a)certa foi uma formação etimológica popular associada aos Manavázios, um dos clãs nobres do Reino da Armênia na região.
Heinrich Hübschmann propôs, no entanto, que Manazcerta pode ser a abreviação de Manavazacerta, enquanto W. Belck assumiu que na primeira parte do nome está escondido o nome urartita do rei Menua (r. 810–785 a.C.). A suposição surgiu do fato de terem sido achadas várias inscrições dele na área, sendo que numa delas é dito que fundou Menuaquina (Menuaḫina, ou seja, "cidade de Menua"). Caso seja concreta a ideia, a forma Manavazacerta se originou através de uma etimologia popular tardia, que indicaria que a memória de Menua sobreviveu até um período relativamente tardio no período arsácida, pois cidades com o sufixo -kert (*-kerta) não são atestadas antes disso.

## História
Manzicerta foi citado pela primeira vez no século X por Tomás Arzerúnio, que o chamou "distrito de Manavázio" em referência ao país de Vã/Tospe. No século XI, Aristaces de Lastiver o chamou por seu nome. Estava centrado na cidade de Manzicerta e compreendia a porção oeste do distrito (gavar) extinto de Apaúnia, da província da Turuberânia do Reino da Armênia da Antiguidade. Nos séculos XVI e XVII, fez parte do eialete de Erzurum como um de seus sanjacos. Segundo o cronista Tiago de Erzurum, era um dos 23 distritos da Alta Armênia no século XVII. Suas fronteiras mudaram muito ao longo do tempo, e estenderam-se do norte para Elesquirte ao sul para Manzicerta, do leste para Muxe e do oeste para Quenes. O rio Arasani, e seu tributário Manzicerta, fluíam pelo distrito. Compreende em grande parte uma planície fértil, centrada no cultivo de cereais. Na segunda metade do século XVIII, havia 360 vilas na área, totalizando 220 mil habitantes. Em 1762, boa parte das vilas foram destruídas, restando 100 delas. No final do século XIX, o distrito foi incorporado como um dos cazas do sanjaco de Muxe do vilaiete de Bitlisse. De acordo com V. Kine, em 1891 tinha 21 mil habitantes, dos quais 12 mil eram muçulmanos e nove mil eram armênios. Em 1909, tinha 126 aldeias, das quais 40 eram de população armênia, em parte com uma população curda mista. Em 1915, no contexto do genocídio armênio, foram submetidos a deportação.